# Karlis Neretnieks
Karlis Neretnieks (20. oktober 1949 i Mölndal i Sverige) er en svensk officer med lettisk baggrund fra kampvognsstyrkerne med rang af generalmajor.
Neretnieks gjorde tjeneste ved Södermanlands regemente (P 10) i Strängnäs, og var 1992–95 brigadchef for Gotlandsbrigaden (PB 18) i Visby, og 1995–97 chef for Försvarsmaktens internationella centrum (Swedint) i Almnäs. Han var derefter operationsleder ved Mellersta militärområdesstaben. I 1998 udnævntes han til rektor for Försvarshögskolan fra 1998 og forfremmedes til generalmajor. Han virkede som rektor til 2002. Neretnieks har siden 1989 været medlem af Kungliga Krigsvetenskapsakademien.
Karlis Neretnieks er siden den 16. oktober 2004 Kommandør af Trestjerneordenen. Neretnieks er medlem af Klubben af Lettiske Generaler.